# Emil Pauer
Emil Pauer (4. července 1861 Červený Hrádek – 21. prosince 1936 Praha nebo 20. prosince 1936) byl český básník.

## Životopis
Emil Pauer se narodil v rodině Josefa Pauera (1819), hospodářského správce v Hrádku a Antonie Pauerové-Klausové (1832). Měl pět sourozenců: Jindřicha (1859), Theodora (1864), Marii (1867), Huga (1869–1869) a Ernestinu (1871). S manželkou Annou (1871) měli dceru Jaroslavu (1893). Byl bratranec protektorátního presidenta Emila Háchy (jejich matky, rozené Klausové, byly sestry).
Absolvoval reálku v Kutné Hoře a Českou školu technickou v Praze s titulem inženýr. Zaměstnán byl jako vládní rada finanční správy a technické finanční kontroly, později se stal šéfem technické kontroly v akciovém pivovaru na Smíchově.
Byl autorem epických skladeb a příležitostné lyriky. Jeho práce vycházely ve sbornících, v Máji (1905–1913), v týdeníku Zvon (1907–1919) aj. Sbírka veršů Reflexe minulosti byla r. 1917 poctěna cenou České akademie věd a umění.
Roku 1921 vystoupil z církve římskokatolické. V Praze XVI Smíchov bydlel na adrese U Plzenky 1235.

## Dílo

### Poezie
- Vraní skála: balada – in: Máj (5. 10. 1906[7]–7. 12. 1906). Praha: Nakladatelské družstvo Máje, 1907
- Hlad zpívá: báseň – in: Zvon 8.2.1907[8]. Praha: F. Šimáček, 1907
- Dva sny erotické – Praha: Fond Julia Zeyera při České akademii císaře Františka Josefa pro vědy, slovesnost a umění, 1909
- Světlušky: báseň – in: Lyrický rok 1913: František Serafínský Procházka.[9] Praha: F. Topič, 1913
- Poslední hvězdy: báseň – in: Topičův sborník literární a umělecký.[10] Praha: Topič, 1917
- Nebe a země: báseň – in: Česká lyra – nárys české lyriky novodobé: František Serafínský Procházka.[11] Praha: Unie, 1918
- Reflexe minulosti